# 薄扶林水塘
薄扶林水塘（英語：Pok Fu Lam Reservoir）是香港第一個水塘，位於香港島薄扶林鋼綫灣對上，西高山和奇力山之間的薄扶林谷，薄扶林郊野公園之內。它分為上下兩塘，總共的儲水量約為26萬立方米（約6800萬加侖）。

## 歷史
在開埠初期，香港市民食水來源主要是來自附近的山澗溪流或自行開鑿的地下水井。隨著城市發展，人口急劇膨脹，這些原始的供水方法開始不勝負荷，而且井水易受污染，引致痢疾，開拓水源遂成為當時香港政府急需解決的問題。
當時香港的居民主要居住在香港島西北部的維多利亞城，但香港島缺乏天然水源，而且可供開發的土地很有限。所以在無計可施之下，政府在1859年10月14日毅然懸賞1000英鎊，尋求解決食水問題的方案，並打算撥款25,000英鎊作為該項水務計劃的經費。
1860年2月29日，當時任職英國皇家工程部的文員羅寧（S.B. Rawling）建議利用薄扶林谷的形勢，蓋建水壩攔截薄扶林谷地的雨水以供民飲用。最初的建議包括一個3,000萬加侖的儲水庫、一條直徑10吋從薄扶林水塘經羅便臣道到般含道長17,400英尺的引水管、兩個儲水池，以及連接儲水池的輸水系統，並設立30個供水點和125個滅火龍頭，擬價格為23,417英鎊。
政府在初步接納建議後，於1860年7月10日正式通過法例，由政府負責向市民提供食水。但為節省開支，政府將建造費用多次削減，以致水塘的容量從原先擬建的3000萬加侖大減至200萬加侖。
第一個薄扶林水塘終於1863年竣工，成為香港首座儲水庫。雖然水塘落成，但由於水塘的容量太小，根本不能解決食水問題。因為根據當時的估計，全港每天的用水量為50萬加侖。因此水塘在建成後，便馬上要進行水壩加高及擴建水塘的打算。後來，工程師威爾遜提出可在原址上游興建第二個水塘以提升儲水量。政府採納這建議，擴建薄扶林水塘工程於1877年竣工，儲水量增加至6800萬加侖。而集水區則擴展至416英畝，水塘輸出的流量每天可達200萬加侖。1866年至1871年的擴建工程，耗資22萬港元。
雖然水塘經過擴建，但亦未能完全解決香港食水的需求問題。政府因而興建第二個水塘──大潭水塘。

## 歷史建築
薄扶林水塘多座建築已被古物古蹟辦事處評級，其中更有七項設施被列為法定古蹟。詳細資料如下：
| 名稱             | 歷史評級 | 落成年份      | 補充資料 |
| ---------------- | -------- | ------------- | --- |
| 前看守員房舍     | 法定古蹟 | 1860年-1863年 | 新古典建築風格建築物，配以中式瓦頂，現時為薄扶林管理中心                                                                                   |
| 量水站           | 法定古蹟 | 1863年        | 用作監測存水的流量和深度，以層列花崗石鋪築而成，設有意大利文藝復興時期建築風格的輸水隧道進水口。                                           |
| 石橋（五座）     | 法定古蹟 | 1863年-1871年 | 位於水塘東部，以花崗岩建造，飾有半圓拱或平圓拱，反映意大利文藝復興風格的影響。其中四座早於2009年成法定古蹟，最後一座於2020年年中才獲審批。 |
| 方形暗渠         | II       | 1863年        | |
| 薄扶林水塘土堤   | II       | 1863年        | 以黏土、碎石及沙泥建造。 |
| 薄扶林水塘舊石壩 | II       | 1863年        | 是薄扶林水塘現存最古老的建築部分，但石壩目前只有部分得到保存，而且在 1877 年水塘擴建後已喪失原來的功能。                                   |
| 配水庫通風口     | II       | 1863年        | |
| 濾水池           | II       | 1863年        | 位於水壩後 |

## 環境與生態
政府自1970年代起一直在薄扶林水塘及郊野公園進行植林工作，現已成為香港林木覆蓋狀況最好的地區之一，綠樹林蔭。樹種主要有原生樹種大頭茶及浙江潤楠，及人工種植的濕地松、台灣相思、紅膠木、水楠、木荷、黧蒴錐、黃牙果、包衣椆、布渣葉及細葉榕等。
成齡的混合林和林中的山澗，是兩棲動物理想的棲息地。有記錄的兩棲動物最少有七種：包括黑眶蟾蜍、短腳角蟾、香港湍蛙、小棘蛙、沼蛙、大綠蛙和斑腿泛樹蛙。另外爬蟲類有變色樹蜥，還有被放生的中國水龍（長鬣蜥）和紅耳龜。
水塘和河流為水鳥及林鳥提供了濕地生境，公園內常見的鳥類有黑鳶（麻鷹）、白頭鵯、紅耳鵯、麻雀、紅咀藍鵲、鵲鴝、大山雀、翠鳥、畫眉、噪鵑、褐翅鴉鵑（毛雞）、黑領噪鹛、紫嘯鶇、八哥、暗綠繡眼鳥、黑領椋鳥、黑喉噪鹛、珠頸斑鳩等。比較少見的有小白鷺、夜鷺、綠鷺、黑尾臘嘴雀、灰鶺鴒。
區內亦有不少哺乳類動物，如赤腹松鼠、箭豬、鼬獾、針毛鼠、果子狸、小靈貓、豹貓、赤麂，野豬等。

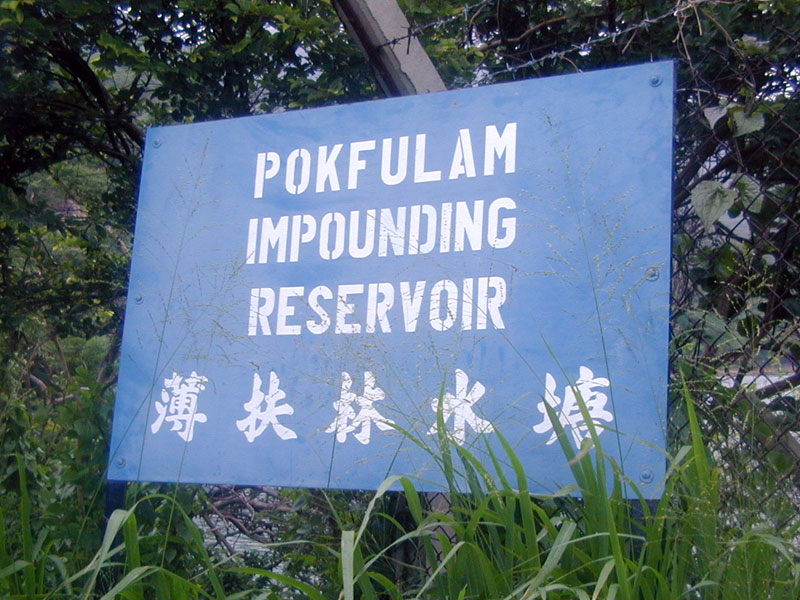
薄扶林水塘的名牌（攝於2002年，現已拆除）
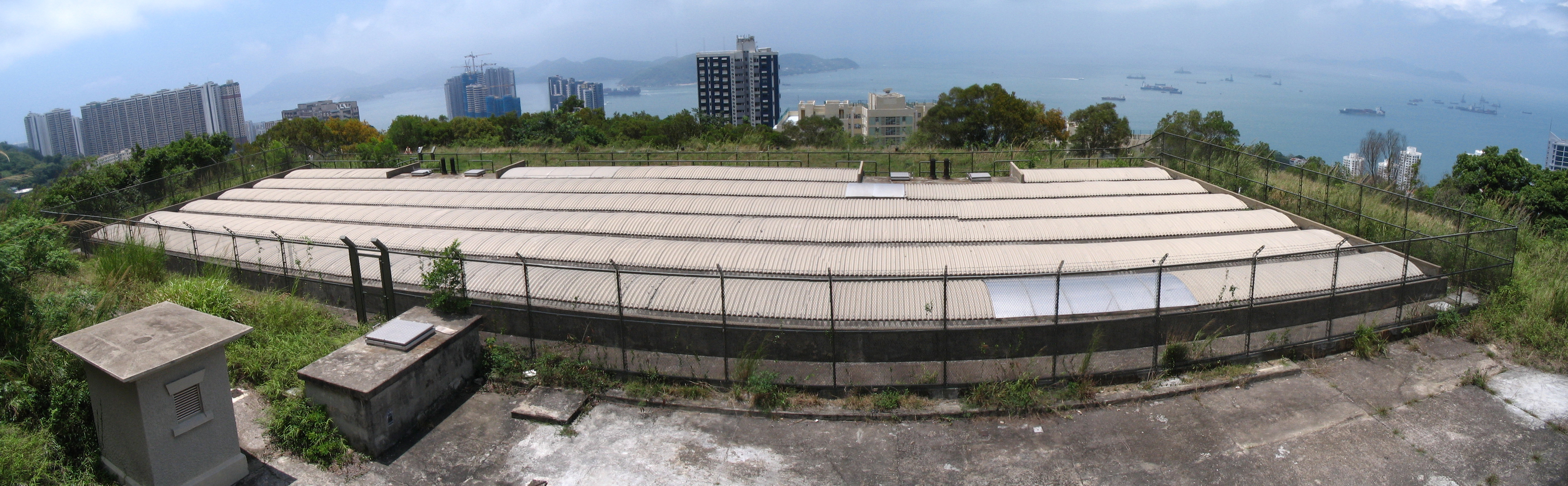
位於薄扶林水塘以西的薄扶林一號食水配水庫
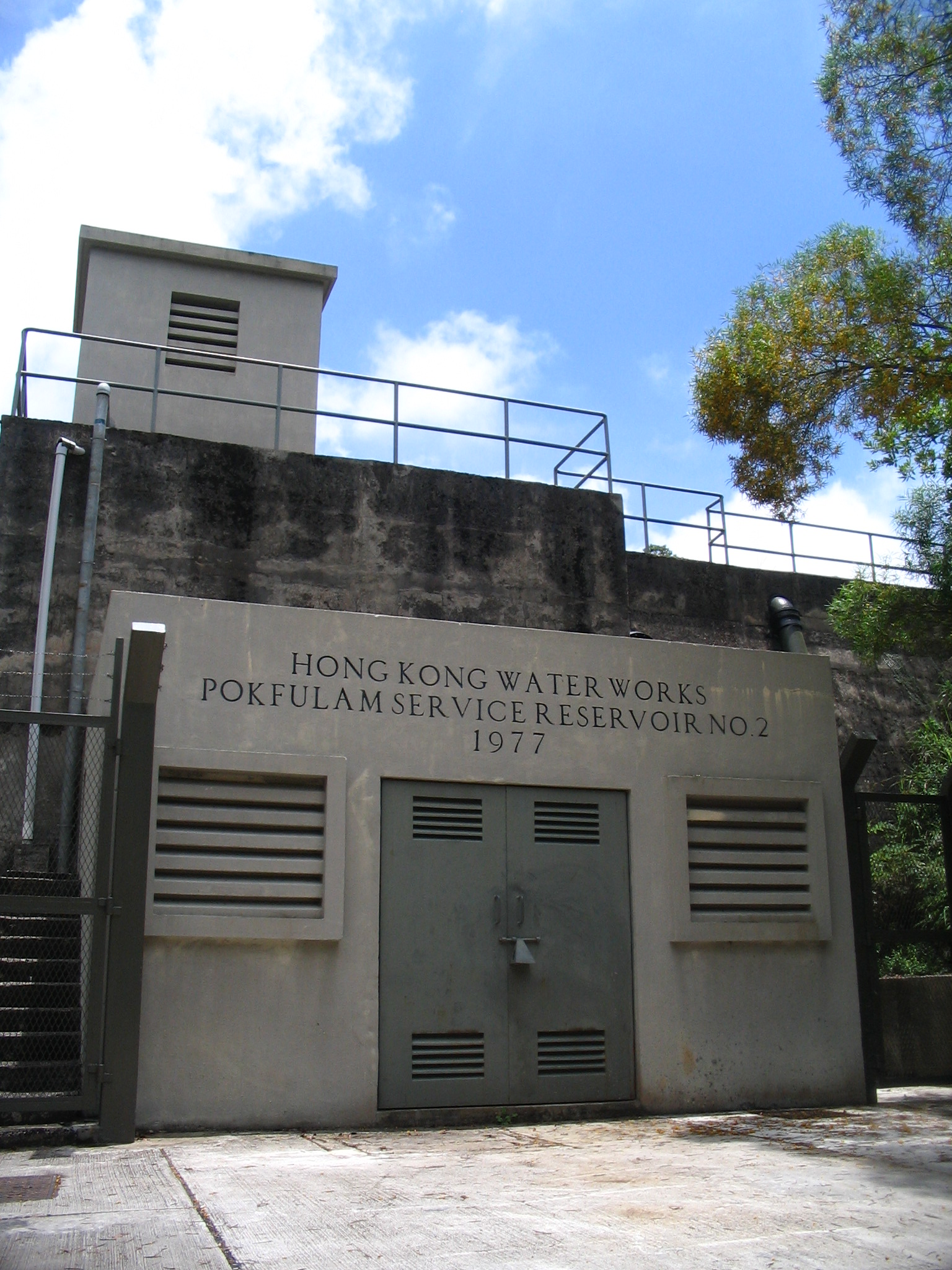
位於薄扶林水塘以東的薄扶林二號食水配水庫
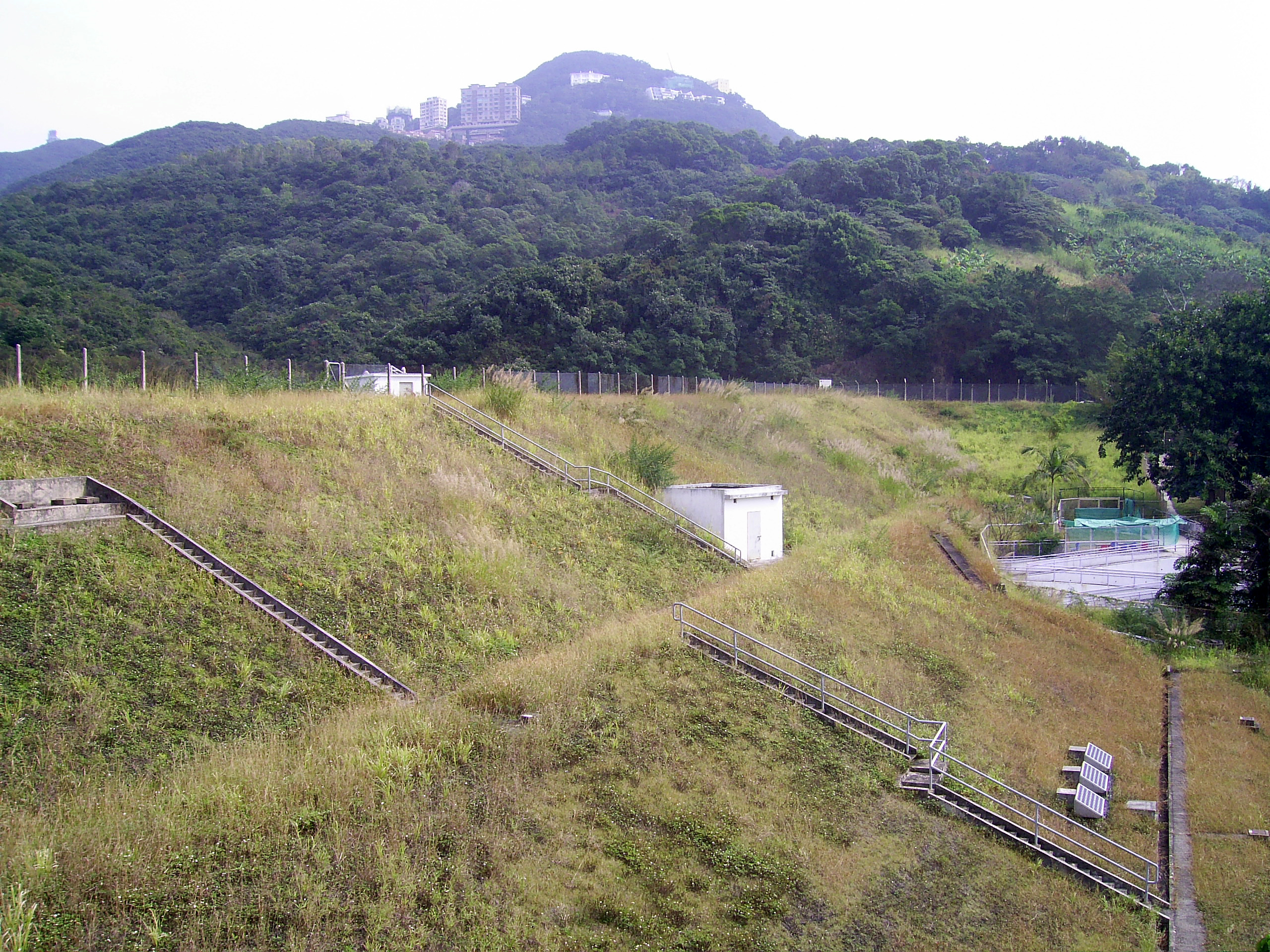
薄扶林水塘主壩

## 外部連結
- 水務署 - 教育及社群（薄扶林水塘）
- 薄扶林水塘的位置 （页面存档备份，存于）－利用中原地圖
- 薄扶林水塘的位置－利用Google Maps